# 厄岑
厄岑是德国下萨克森州的一个市镇。总面积30.77平方公里，总人口1207人，其中男性636人，女性571人（2011年12月31日），人口密度39人/平方公里。